# Archiconchoecetta bidens
Archiconchoecetta bidens är en kräftdjursart som först beskrevs av Deevey 1982.  Archiconchoecetta bidens ingår i släktet Archiconchoecetta och familjen Halocyprididae. Inga underarter finns listade i Catalogue of Life.